# Fah Lo Suee
Fah Lo Suee (chinês: 花露水; pinyin: Huā Lùshuǐ) é uma personagem que foi apresentada na série de romances Dr. Fu Manchu do autor inglês Sax Rohmer (1883-1959). É filha do Dr. Fu Manchu e de uma mulher russa não identificada, às vezes mostrada como uma aliada, às vezes como uma rival. A personagem apareceu no cinema e nas histórias em quadrinhos e histórias em quadrinhos ao lado do pai, às vezes usando outros nomes, e também se tornou um arquétipo de Dragon Lady.

## História

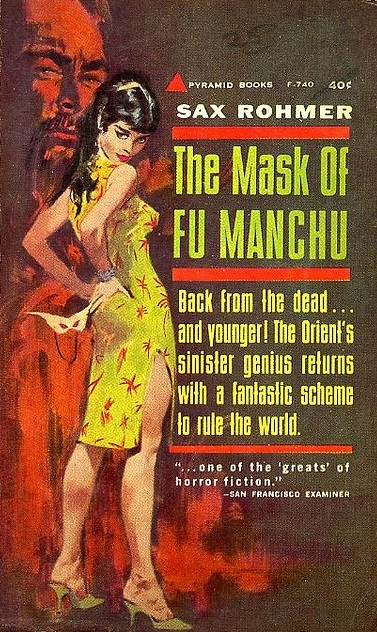
Fah Lo Suee, filha de Fu Manchu, criada por Sax Rohmer.

A personagem de Fah lo Suee foi criado em 1917 por Sax Rohmer como a Dama do Si-Fan no romance The Hand of Fu-Manchu (título original no Reino Unido: The Si-Fan Mysteries). No romance Daughter of Fu Manchu (1931), ela é chamada de Fah lo Suee, apelido que significa "Doce Perfume". Fah Lo Suee é uma mente desonesta por direito próprio, frequentemente planejando usurpar a posição de seu pai no Si-Fan e ajudando seus inimigos dentro e fora da organização. Seu nome verdadeiro é desconhecido; Fah Lo Suee era um termo carinhoso de infância. É apresentada anonimamente ainda adolescente no terceiro livro da série e desempenha um papel maior em vários títulos das décadas de 1930 e 1940. É conhecida por um tempo como coreana após sofrer uma lavagem cerebral por seu pai, mas sua memória é restaurada posteriormente. Como seu pai, ela assume identidades falsas, entre elas Madame Ingomar, Rainha Mamaloi e Sra van Roorden. Se apaixona pelo rival de seu pai, Denis Nayland Smith. No cinema, a personagem foi frequentemente interpretada por atrizes caucasianas como Myrna Loy e Gloria Franklin usando o recurso de yellowface, como foi o caso do próprio Fu Manchu e Charlie Chan, duas atrizes asiáticas interpretaram a filha de Fu Manchu, mas com nomes diferentes: Anna May Wong foi a princesa Ling Moy em Daughter of the Dragon (1931) e Tsai Chin foi Lin Tang nos cinco filmes: The Face of Fu Manchu (1965) The Brides of Fu Manchu (1966), The Vengeance of Fu Manchu (1967), The Blood of Fu Manchu (1968) e The Castle of Fu Manchu (1969).

## Outras mídias

### Histórias em quadrinhos

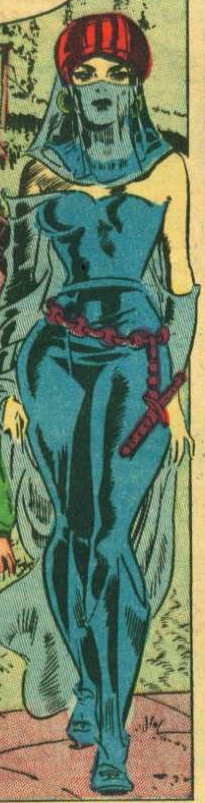
Fah lo Suee em The Mask Of Dr Fu Manchu (1951), arte de Wally Wood.

Fah lo Suee aparece no one-shot da Avon, The Mask of Dr. Fu Manchu, em 1951, de Wally Wood. No início da década de 1970, o escritor Steve Englehart e o artista Jim Starlin tiveram a ideia de adaptar a série de TV Kung Fu, estrelada por David Carradine, a Marvel não conseguiu a autorização da Time Warner, uma vez que, desde 1969 é dona de sua principal concorrente, a DC Comics, editora adquiriu a licença de uso de Fu Manchu, um vilão da literatura pulp criado por Sax Rohmer.
 A princípio, apenas alguns personagens foram adaptados da série Fu Manchu, como Dr. Petrie e Denis Nayland Smith, com quem Fah lo Suee tem um romance nos livros, em Master of Kung Fu #26 (março de 1975), Doug Moench e Keith Pollard adaptaram o personagem para a série, ela se torna uma aliada de Shang-Chi e MI-6. Depois que a licença da Marvel com a propriedade de Rohmer expirou, a revista Master of Kung Fu foi cancelada em 1983. No final da série, Fah Lo Suee tornou-se diretora do MI-6. Apesar das edições subsequentes, mencionando personagens dos romances de forma criptografada ou totalmente eliminadas. Fah lo Suee reapareceu em Journey into Mystery # 514-516, (1997-1998) liderando um cartel de drogas em Hong Kong sob o nome de Lótus Amaldiçoada. Em Secret Avengers # 6-10, o escritor Ed Brubaker oficialmente contornou toda a questão através de um enredo onde um grupo desonesto de agentes de S.H.I.E.L.D. ressuscitaram uma versão zumbificada de Fu Manchu apenas para descobrir que "Fu Manchu" era apenas um pseudônimo; que o pai de Shang-Chi era realmente Zheng Zu, um antigo feiticeiro chinês que descobriu o segredo da imortalidade, enquanto o Si-Fan é referido como Hai-Dai. Da mesma forma, Fah Lo Suee foi posteriormente renomeada para Zheng Bao Yu em The Fearless Defenders #8 de 2013, escrita por Cullen Bunn, onde ela aparece liderando o Ha-Dai.

### Filmes
Em filmes, ela foi retratada por várias atrizes ao longo dos anos. Sua personagem costuma ser renomeada em adaptações para o cinema por causa de dificuldades com a pronúncia de seu nome.
- Anna May Wong interpretou a Princesa Ling Moy em Daughter of the Dragon (1931).
- Myrna Loy interpretou Fah Lo See em The Mask of Fu Manchu (1932).
- Gloria Franklin teve o papel de Fah Lo Suee em Drums of Fu Manchu (1940).
- Laurette Luez interpretou Karamaneh em The Adventures of Dr. Fu Manchu (1956), mas ao personagem devia mais a Fah Lo Suee do que à representação de Rohmer de Kâramanèh.
- Tsai Chin interpretou a filha do Dr. Fu Manchu, Lin Tang, nos cinco filmes estrelados por Christopher Lee da década de 1960: The Face of Fu Manchu (1965) The Brides of Fu Manchu (1966), The Vengeance of Fu Manchu (1967), The Blood of Fu Manchu (1968) e The Castle of Fu Manchu (1969).[18][19]

Em Shang-Chi and the Legend of the Ten Rings (2021), uma personagem chamado Xu Xialing (interpretado por Meng'er Zhang) aparece. É parcialmente baseada em Fah Lo Suee.

### RPG
Fah Lo Suee aparece na aventuras Night Moves para o RPG Marvel Super Heroes.